# Meritxell Costa i Romea
Meritxell Costa i Romea (Calella, 11 de novembre de 1983), coneguda com a Txell Costa, és una periodista i empresària catalana especialitzada en màrqueting i negocis. Dona conferències a diverses universitats, nacionals i internacionals.
Va estudiar periodisme a la Universitat Autònoma de Barcelona i es va iniciar als mitjans a Ràdio Pineda. El 2006 va entrar a treballar a la Corporació Catalana de Ràdio i Televisió. El 2011 crea un mapa interactiu on es localitzen els mitjans de comunicació amb perill de tancament. És directora de les consultories empresarials Txell Costa Group -coneguda pel mentoratge d'emprenedors i, especialment, de dones empresàries- i Costa Strategic Partners -centrada en estratègia empresarial per millorar la rendibilitat sense renunciar als valors i l'ètica-. Per tot això, Costa és considerada un referent en el lideratge i empresariat femení.
El 2015 fou escollida una de les cinc dones referents de l'any pel Parlament de Catalunya. El 2017 és escollida «Talent emergent» als premis FemTalent 2017, una iniciativa de la Xarxa de Parcs Científics i Tecnològics de Catalunya (XPCAT) que defensa la igualtat d'oportunitats i el talent femení a l'economia del coneixement. També en aquesta línia, rep el premi eWoman Girona 2018 (categoria Art digital i Xarxes Socials), un reconeixement a la trajectòria professional i lideratge en l'entorn digital i tecnològic. El 2019 fa una gira per Mèxic i Costa Rica on va fer conferències sobre l'apoderament professional de les dones. L’any 2025 va rebre una menció com a Dona TIC per la seva trajectòria als Premis Not Working, uns guardons lliurats a Manresa que reconeixen projectes innovadors i referents en àmbits com la comunicació, la creativitat i la tecnologia.
A nivell acadèmic, col·labora amb la Universitat Oberta de Catalunya, la Universitat de Girona
 i l'Institut de Ciències Polítiques i Socials de la Universitat Autònoma de Barcelona, entre d'altres.
Entre les seves col·laboracions en mitjans de comunicació, destaca la seva tasca com a analista d'actualitat i política al programa "El vespre" del canal 24 horas de RTVE.

## Publicacions
- Working Happy. Tot el que et cal per crear la millor empresa del món: la teva (Viena Edicions, 2015)
- Working Happy. Todo lo que necesitas para crear la mejor empresa del mundo: la tuya (Ediciones Invisibles, 2015)
- Consultoría Política (Universidad Camilo José Cela, Centro Internacional de Gobierno y Marketing Político CIGMAP i Editorial Amarante, 2016)
- Liderar en femenino para hombres y mujeres. Guía antigurús para las empresas del futuro (Ediciones Paidós, 2019)